# Burgundok
A burgundok korai germán nép volt, amelyik a Visztula és Rajna érintésével a Rhône környékére vándorolt, ahol az 5. században létrehozta királyságát. A frankok és németek beolvasztották őket birodalmukba.

## Korai történetük

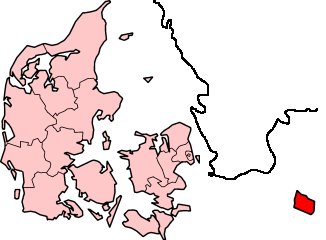
Bornholm szigetének elhelyezkedése a mai Dániában

A burgundok az 1. században jelentek meg a baltikumi Bornholmon (óészaki nyelven Burgundarholm, azaz Burgundar szigete), valószínűleg a Skandináv-félszigetről telepedtek át oda. Az 1. és 2. században a Alsó-Visztulától nyugatra éltek, s a 3. század közepén vándoroltak át a Felső- és Közép-Majna vidékére, miután Iordanes szerint pusztító vereséget szenvedtek a gepidáktól és majdnem megsemmisültek.

### Nevük eredete
Orosius azt írta róluk, hogy a rómaiak egy Germániában legyőzött népcsoportot a határerődökben helyeztek el, amely erődöket a nép burgusnak nevezett. A betelepített nép idővel keveredett a helyiekkel, és az új nációt a burgus névről burgundoknak nevezték el. Elnevezésük így a romanizált lakossággal való együttélésre utal, és ezért a burgundok magukat a rómaiak rokonának tartották.
A név eredetére vonatkozóan több további vélekedés is ismert. Az egyik az észak-germán Bör (szél) és Kundur (fia) szavak összevonása, amiből a "vihar fiai" magyarázat ered. A másik a gót Bur (paraszt) és Gundja (harcos) szavak összevonása. Ez utóbbit az is igazolja, hogy több burgund király nevében szerepel a Gundja szó. Bornholm szigetével is összefüggésbe hozzák a burgundok nevét, mivel a sziget régi neve Burgundaholm (magas fennsík) és a burgundok vándorlásaik során egy darabig ezen a szigeten éltek.

### A burgundok külseje és jellemvonásaik
Római történetírók a burgundokat magas termetű, sztentori hangú, de szelíd természetű barbároknak írják le. Orosius a kereszténység felvételével magyarázza, hogy a burgundoknak szelídebb erkölcseik voltak más barbár törzseknél. Szókratész történetíró szerint a burgundok szívesebben foglalkoztak a fa megmunkálásával, mint a háborúval.

## Burgund Királyság

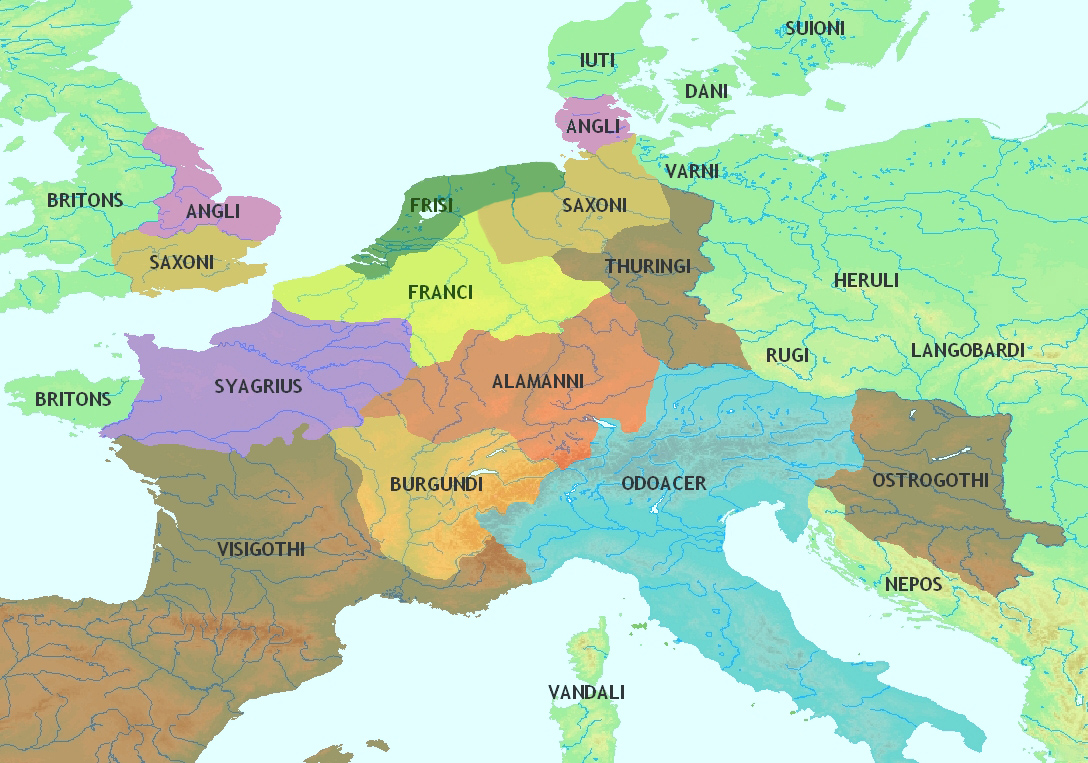
Európai etnikai térkép, 5. század

### Szövetség Rómával és az első királyság
A burgundok laza szövetségi viszonyban voltak Rómával. 370 körül a császár megbízásából harcoltak az alemannok ellen anélkül, hogy hasznuk lett volna a háborúból.
Gundahar (Gunther) vezetésével 400 körül a Rajna-Majna középső folyásánál telepedtek le Mainz, Speyer és Worms környékén, és megalapították fővárosukat, Wormsot.
Ebben az időben vették fel a kereszténységet is. Ammianus Marcellinus azonban még pogányoknak mondja őket. Elmondja, hogy a királyukat hendinosnak mondják, aki szokásaik szerint elveszti a hatalmát és lemondani kényszerül, ha uralkodása alatt ingadozik a hadi szerencse, vagy ha a föld nem ad bő termést. A mindenki fölött álló burgund főpap neve sinistus, aki életre szólóan látja el hivatalát, és nem vonható felelősségre.
A 430-as években – valószínűleg népességgyarapodás miatt – a burgundok Belgica provinciába terjeszkedtek. A Római Birodalom hadvezére, Aetius a hunokat küldte ellenük, akik egy nagyon véres csatát vívtak a burgundokkal, ahol a nép nagy része elpusztult, és elesett Gunther király is. A hunok Worms-ot is elpusztították 436-ban. 
Aetius a megmaradt burgundokat 443-ban Sapaudia (Savoya) tartományban telepítette le. 451-ben a mauriaci csatában a burgundok is részt vettek a rómaiak segédcsapataként. Az itt szerzett győzelem emlékét megemlítik törvényeikben.

#### Gallia elfoglalása

Burgundia mint a Frank Birodalom része 534 és 843 között

A letelepített burgundok békésen éltek a helyi lakossággal és a nyugati gótokkal egyaránt. Gunderich király házassága maga után vonta a burgund király aktív részvételét a császár politikájában. A császári hatalom körüli válságokat kihasználva 456-ban a burgundok elfoglalták a Rhone medencéjét Lyon központtal és a földeken megosztoztak a szenátorokkal, egy évvel később pedig II. Theoderich gót király egyetértésével vonultak be Galliába. A 7. században Fredegár krónikája már arról számol be, hogy a burgundokat kifejezetten a helyi lakosság hívta be a magas adók miatt, ezért Sidonius Apollinaris kissé ironikusan "7 láb magas patrónusoknak" nevezte a burgundokat.

#### Két főváros
Ettől az időtől kezdve a burgundoknak két fővárosuk volt, az egyik valószínűleg egy alkirály irányítása alatt állt. Lyon volt a fő-főváros, míg Genf volt a második. Az első király, Gunderich, Lyonban tartotta az udvarát, míg öccse, Chilperich Genfben. Gunderich halála után Chilperich egy darabig egyedül uralkodott. Az ő utódja, Gundobad szintén Lyonból uralkodott, míg az ő öccse Godegisel Genfből.

#### Vallás és kultúra
A burgundok és a rómaiak között nem voltak konfliktusok. Nem volt vallásüldözés sem, bár a burgundok, hasonlóan a többi barbár néphez, az arianizmus hívei voltak. A burgund arisztokrácia és a közszabadok erősen ragaszkodtak ehhez az irányzathoz, ami csak erősödött a nyugati gótokkal való kapcsolat során. A királyi család tagjai között is akadtak azonban hívei a katolicizmusnak. Klotild, Chilperich lánya, aki később Klodvig frank király felesége lett, katolikus volt és az ő javára írható a frankok megtérése.
A burgund királyok jó kapcsolatban álltak a római arisztokráciával és a püspökökkel. Udvaraikban a jogászok, költők fontos szerepet töltöttek be. Sidonius Apollinaris azt írja, hogy Chilperich udvarában élt egy előkelő nemes, Syagrius, akit ő a burgundok Szolónjának nevezett, és akitől a király tanácsot kért a kormányzás dolgaiban. Syagrius tökéletesen megtanulta a burgund nyelvet, és segített a törvények megfogalmazásában is, pihenésképpen pedig az éneklésben és költészetben szolgált iránymutatóul a burgundok számára.

#### Az első királyság az irodalomban
Több germán legenda és hősi ének tárgya a burgund sereg hunok általi pusztulása. A legrégibb ilyen irodalmi emlék az izlandi verses Edda. Az ebben lévő nevek megegyeznek a német Nibelung-énekben lévőkkel, bár némileg módosult formában. Gibbich (Gebica), a rajnai burgund király. Fiai Gunnar (Gunther), Guttorm (Gondomar) és Giselher (Gislahar), továbbá két történelmileg nem ismert szereplő, Högni (Hagen) és Gudrun (Krimhilde) a legenda fő személyei. A verses Edda tisztán burgund hagyományból dolgozta fel az első burgund királyság tragédiáját, de a Nibelung-énekben az eposz összeolvadt a ripuári frankok körében született Szigfrid-legendával. Szigfrid tulajdonképpen I. Sigebert, Austrasia királya, a Meroving-dinasztia uralkodója, felesége Brunhilda pedig az egyik főszereplője a frank királyi családban majdnem negyven évig tartó vérbosszúnak.

### Az első királyság bukása és a második királyság
534-ben a frankok legyőzték őket, s beolvasztották a területüket a birodalmukba. A Frank Birodalom 9. századi felbomlása után független királyságot hoztak létre, amely 1032-ig állt fenn, ekkor II. Konrád német-római császár szerezte meg.

## Burgund törvények
Gundobad legfontosabb uralkodói tette törvényhozói munkássága. A Lex Burgundionum vagy Lex Gundobada, amelyik "Gambetta törvényeként" vált ismertté több kodifikálási periódust fog át.
Az első törvénykönyv, mely a szóbeli hagyományban élt szokásjog írásba foglalása, még Chilperich király idejében készült. A többi barbár joghoz képest a burgund jog erős római befolyás alatt állt. A törvény részletesen felsorolja a bűnesetekért fizetendő büntetéspénzeket. Ezek összege lopás esetén az ellopott dolog értéke szerint változott, míg halálbüntetést csak nagyobb haszonállat vagy rabszolga megölésért róttak ki. Testi fenyítést csak rabszolgák esetén alkalmaztak.
A vérbosszúval szemben a gyilkost vérdíj fizetésére kötelezték, az összeg a sértett társadalmi státuszától függött. A nemzetségi vezetők (optimaták) vérdíja 300, a szabad harcosé 200, míg a közember vérdíja 100 arany solidus volt. A törvénykönyv apróra részletezi a kisebb testi sértésekért fizetendő büntetéseket is. Ez az összeg függött attól, hogy a sértést vágó- vagy szúróeszközzel, kézzel vagy bottal követték-e el, és hogy milyen testrészt érintett. Például ha egy szabad ember haját vagy szakállát egy kézzel húzták meg, akkor két solidust, ha két kézzel, akkor négy solidust kellett fizetni. Később a vérdíjak összegét minden kategóriában a felére csökkentették.
Az Új Törvénykönyvben Gundobad összegyűjtötte az összes törvényt és rendelkezést, amit alkalmasnak talált. Az új törvénykönyv szigorú szankciókat írt elő a korrupció ellen, a megvesztegetett bírót halálra ítélték. Gundobad arra is törekedett, hogy a római és a burgund lakosság egyforma elbírálás alá essen, ezért minden városban egy római és egy burgund gróf együtt ülésezett. A törvény szabályozta továbbá a földek felosztását, a birtoklást és rendelkezett a politikai szervezetekről is.
A burgund törvények a bencések közvetítése révén hatást gyakoroltak Szent István és Szent László törvénykezésére is.

## További irodalom
- Bánosi György – Veresegyházi Béla: Eltűnt népek, eltűnt birodalmak kislexikona. Budapest: Anno. 1999.   32. o. ISBN 963-9199-29-X